# Rangárþing eystra

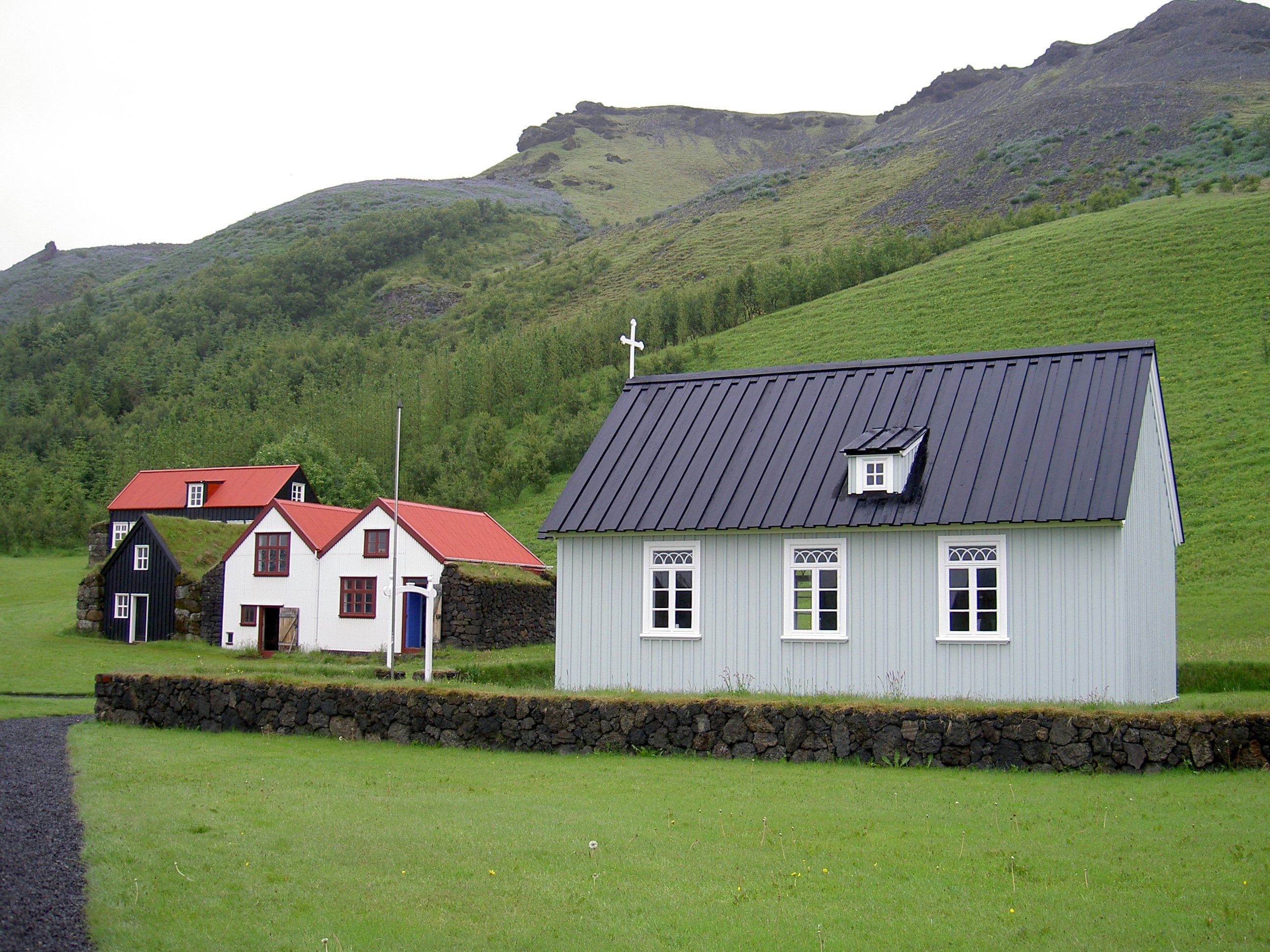
Skógarkirkja

Rangárþing eystra är en kommun i Suðurland. Den grundades den 9 juni 2002 genom sammanslagningen av kommunerna Austur-Eyjafjallahreppur, Vestur-Eyjafjallahreppur, Austur-Landeyjahreppur, Vestur-Landeyjahreppur, Fljótshlíðarhreppur och Hvolhreppur.
De viktigaste näringarna är turism och jordbruk. Orter i kommunen är bland andra Hvolsvöllur,  Skógar och Fljótshlíð.
Vulkanen Eyjafjallajökull, som fick ett utbrott den 21 mars 2010, ligger i kommunen, liksom den förhistoriska skogen Drumbabót.

## Bildgalleri

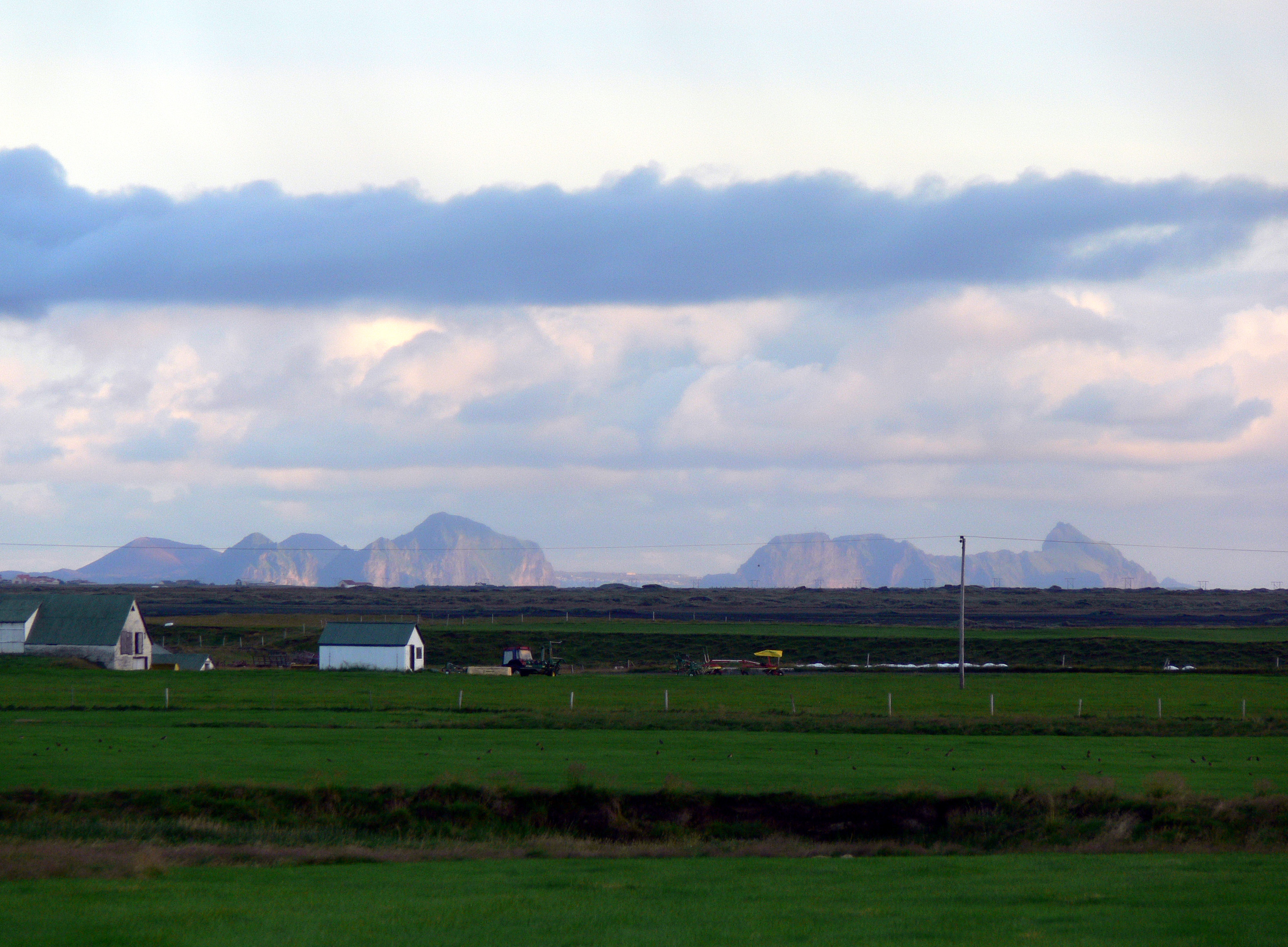
Västmannaöarna sedda från Fljótshlíð
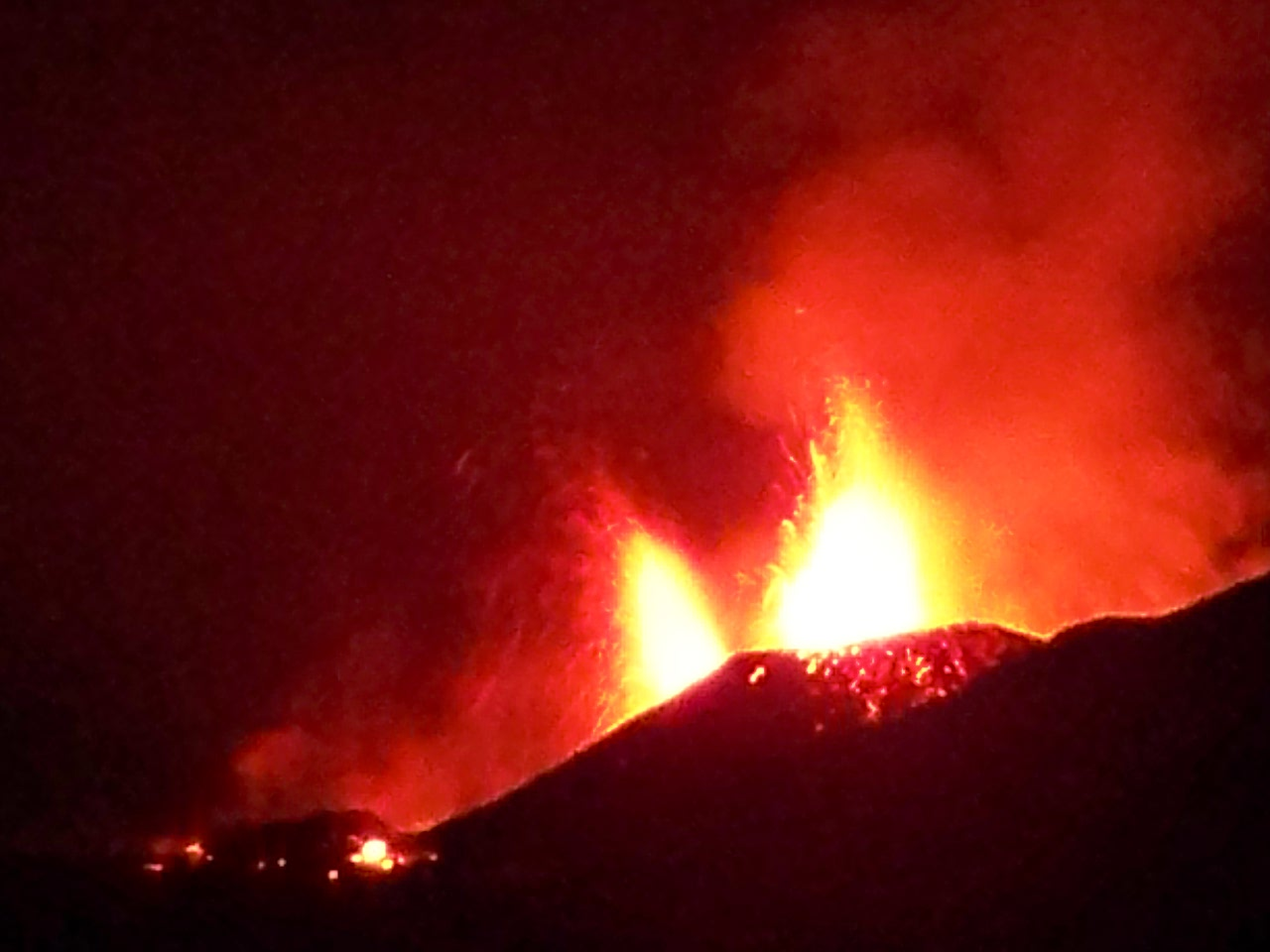
Utbrottsplats vid Fimmvörðuháls sett från Fljótshlíð (Þórsmörk), 25 mars 2010